# Саммут, Джозеф
Джозеф Саммут (англ. Joseph Sammut; род. 1926) — мальтийский дирижёр и композитор.
Первоначально играл на фаготе в составе оркестра, командующего Средиземноморским флотом Великобритании, затем работал там же дирижёром. С роспуском оркестра в 1968 году возродил его под патронатом мальтийского Teatru Manoel и руководил оркестром театра вплоть до 1992 года — в дальнейшем этот оркестр обрёл самостоятельность как Мальтийский филармонический оркестр. Под руководством Саммута состоялись первые на Мальте исполнения таких произведений, как Реквиемы Джузеппе Верди и Габриэля Форе, Stabat Mater Антонина Дворжака, «Илия» Феликса Мендельсона. Кроме того, Саммут руководил хором Chorus Melitensis, во главе которого участвовал в нескольких европейских музыкальных фестивалях.
С 1980-х годов работает также как композитор. Среди произведений Саммута, в частности, Реквием, посвящённый памяти первого премьер-министра независимой Мальты Джорджо Борга Оливье.